# Mrak (Michelangelo)
Mrak je marmorna skulptura (155 × 170 cm, največja poševna dolžina 195 cm) avtorja Michelangela, za katero velja, da je bila izdelana v obdobju 1524–1531 in je del dekoracije Nove zakristije cerkve sv. Lovrenca v Firencah. Je ena izmed štirih alegorij delov dneva in je na desni strani na sarkofagu groba Lorenza de' Medici, vojvode Urbina.

## Zgodovina
Mrak je začel delati v fazi po ponovnem delu na zakristiji leta 1524, po izvolitvi papeža Klemena VII. na papeški prestol. Ne vemo datuma dokončanja dela, ki ga je moral umetnik dokončati po prekinitvi zaradi obleganja Firenc leta 1531, vendar je bil kip viden »nedokončan« leta 1534, leta Michelangelovega dokončnega odhoda iz mesta.

## Opis
Mrak ali Sončni zahod je videti kot moška personifikacija, napol raztegnjena in gola, tako kot drugi kipi v seriji. Morda je imel za vzor gorska in rečna božanstva na slavoloku Septimija Severa v Rimu. Če je njegov par, Aurora v budnem stanju, bi moral Mrak iti spat. Njegovo telo je iztegnjeno z eno nogo, prekrižano čez drugo za večjo dinamiko, ena roka je ohlapno položena na stegno in drži tančico, ki se spušča nazaj, druga pa z upognjenim komolcem podpira postavo in utrujeno sedi. Obraz je bradat in zamišljeno gleda navzdol.
Med različnimi ikonološkimi branji je bil kip videti kot simbol flegmatičnega temperamenta ali elementa vode ali celo zemlje.

## Slike
- Detajl
- Grobnica